# Tinkhamia validicornis
Tinkhamia validicornis là một loài bọ cánh cứng trong họ Cerambycidae.